# Avenida de Lugo (Pontevedra)
La avenida de Lugo es una avenida de la ciudad española de Pontevedra, situada al este de la ciudad. Constituye la principal vía de entrada a la capital pontevedresa desde la meseta.

## Origen del nombre
La avenida recibe el nombre de Lugo como resultado de un gesto de reciprocidad entre Pontevedra y esa ciudad, que dedicaron cada una de ellas una calle a la otra capital dentro de su propio callejero.

## Historia
La actual avenida de Lugo tiene su origen en el trazado de la N-541 a su paso por la ciudad. El 28 de octubre de 1949, el Ayuntamiento de Pontevedra puso el nombre de Avenida de Lugo a la actual calle Doctor Loureiro Crespo desde la calle Cobián Areal hasta la intersección con la carretera de Puente Caldelas (actual calle San Mauro). Esta denominación fue un gesto simbólico, en respuesta al hecho de que la ciudad de Lugo había bautizado una de sus calles con el nombre de Pontevedra, estableciendo así un intercambio de denominaciones entre ambas ciudades.
En 1952, a solicitud del Presidente del Colegio Oficial de Médicos de Pontevedra, se acordó rendir homenaje al doctor José Loureiro Crespo, dando su nombre a lo que hasta entonces se conocía como Avenida de Lugo. Así, el 31 de enero de 1953, siendo alcalde de la ciudad Juan Argenti Navajas, esa vía cambió oficialmente su denominación. El nombre de Avenida de Lugo fue asignado al siguiente tramo de la carretera de Orense, desde el cruce con la carretera de Puente Caldelas (calle de San Mauro) hasta su conexión con la carretera hacia Monte Porreiro, nombre que ha perdurado hasta la actualidad.
En la década de 1960, la avenida de Lugo estaba formada principalmente por casas de una o dos plantas. Con el paso del tiempo, especialmente entre los años 70 y 90, estas construcciones fueron reemplazadas por edificios de una media de seis pisos.
En julio de 2001 se instaló en el tramo este de la avenida el supermercado Lidl como primera franquicia comercial internacional presente en la misma.
En 2013 se reformó el primer tramo de la avenida entre la calle San Mauro y la Avenida Virxinia Pereira Renda, con la ampliación de las aceras a 3 metros de ancho cada una y la plantación de cerezos de flor japoneses.
A partir del año 2014 se instalaron en el tramo este de la avenida de Lugo importantes franquicias intenacionales convirtiéndola en un polo comercial: McDonald's con un McAuto en 2014, Burger King en 2019, KFC en 2021 y Aldi en 2023.
En 2024 se remodelaron por completo las aceras del tramo de la avenida que parte de la rotonda que confluye con la avenida Virxinia Pereira Renda.

## Descripción
La avenida de Lugo se extiende a lo largo de 1,3 kilómetros en dirección oeste-este. A lo largo de su recorrido con un ancho de 24 metros y dos carriles de circulación, cuenta con tres rotondas y está formada por dos tramos rectos unidos en ángulo, con una pendiente ascendente. En la avenida confluyen varias calles: a su izquierda, las calles Faustino Santalices y la calle Ciriña, así como los accesos al barrio de Valdecorvos, y a su derecha, la avenida Virxinia Pereira Renda, la calle Villaverde, la calle Viñas y la calle Pradiños.
La avenida se divide en dos tramos diferenciados, el primero residencial y comercial, totalmente integrado en el entramado urbano desde la calle San Mauro hasta la avenida Virxinia Pereira Renda y el segundo más comercial que coincide con el trazado de la N-541 desde la avenida de Virxinia Pereira Renda hasta la gran rotonda que entronca con la Avenida de Montecelo y la calle Pomba, en Mourente. En esta parte del trazado de mayor longitud, y que cuenta en su parte norte con dos accesos al barrio de Valdecorvos, se encuentran importantes dotaciones comerciales y de restauración, entre las que destacan establecimientos y cadenas internacionales de Burger King, KFC, McDonald's, Aldi, Lidl, Dia, Intersport, así como el Centro Logístico de Correos en Pontevedra, que era anteriormente el Centro de Tratamiento Postal en la provincia de Pontevedra. La avenida también dispone de dos gasolineras a ambos lados de la vía, una de ellas, Petroprix, de bajo coste.
La avenida cuenta con arbolado en su primer tramo más urbano, con una veintena de cerezos de flor japoneses en los dos lados de la calle.